# La Roche-Bernard
La Roche-Bernard ist eine französische Gemeinde im Département Morbihan in der Region Bretagne. Sie hat 720 Einwohner (Stand 1. Januar 2022).

## Geografie
Die Gemeinde La Roche-Bernard liegt 38 m über dem Meer, hoch über dem Fluss Vilaine, etwa zehn Kilometer bevor er das Meer erreicht. La Roche-Bernard liegt an der Grenze zum Département Loire-Atlantique und gilt als das (südliche) Tor zur Bretagne. 
Der Fluss Vilaine wird hier von einer Hängebrücke überspannt, die im Jahr 1960 eingeweiht wurde. Sie ersetzt die alte Hängebrücke aus dem Jahr 1911, die 1944 zerstört wurde. Die Reste der beiden Rampen sind heute noch neben der neuen Brücke zu erkennen. Über die Brücke von 1911 führte auch eine Strecke der Chemins de fer du Morbihan.

## Geschichte
Der Ort wurde 919 von den Normannen gegründet. In der verwinkelten Altstadt findet man um das Rathaus herum noch historische Gebäude aus dem 16. und 17. Jahrhundert. Auf einem Felsvorsprung vor dem Ort stehen zwei Kanonen, die an ein Kriegsschiff erinnern, das 1759 in einer Seeschlacht mit England sank.

## Bevölkerungsentwicklung
| Jahr                       | 1962 | 1968 | 1975 | 1982 | 1990 | 1999 | 2008 | 2019 |
| Einwohner                  | 1063 | 979  | 1038 | 838  | 766  | 796  | 749  | 701  |
| Quellen: Cassini und INSEE |      |      |      |      |      |      |      |      |

## Sehenswürdigkeiten
- Kirche Saint-Michel
- Pont de La Roche-Bernard, Brücke über die Vilaine
- Rathaus aus dem 16. Jahrhundert, Monument historique
- Museum (Musée de la Vilaine maritime)
- ehemaliges Waschhaus
- Hotel Coligny

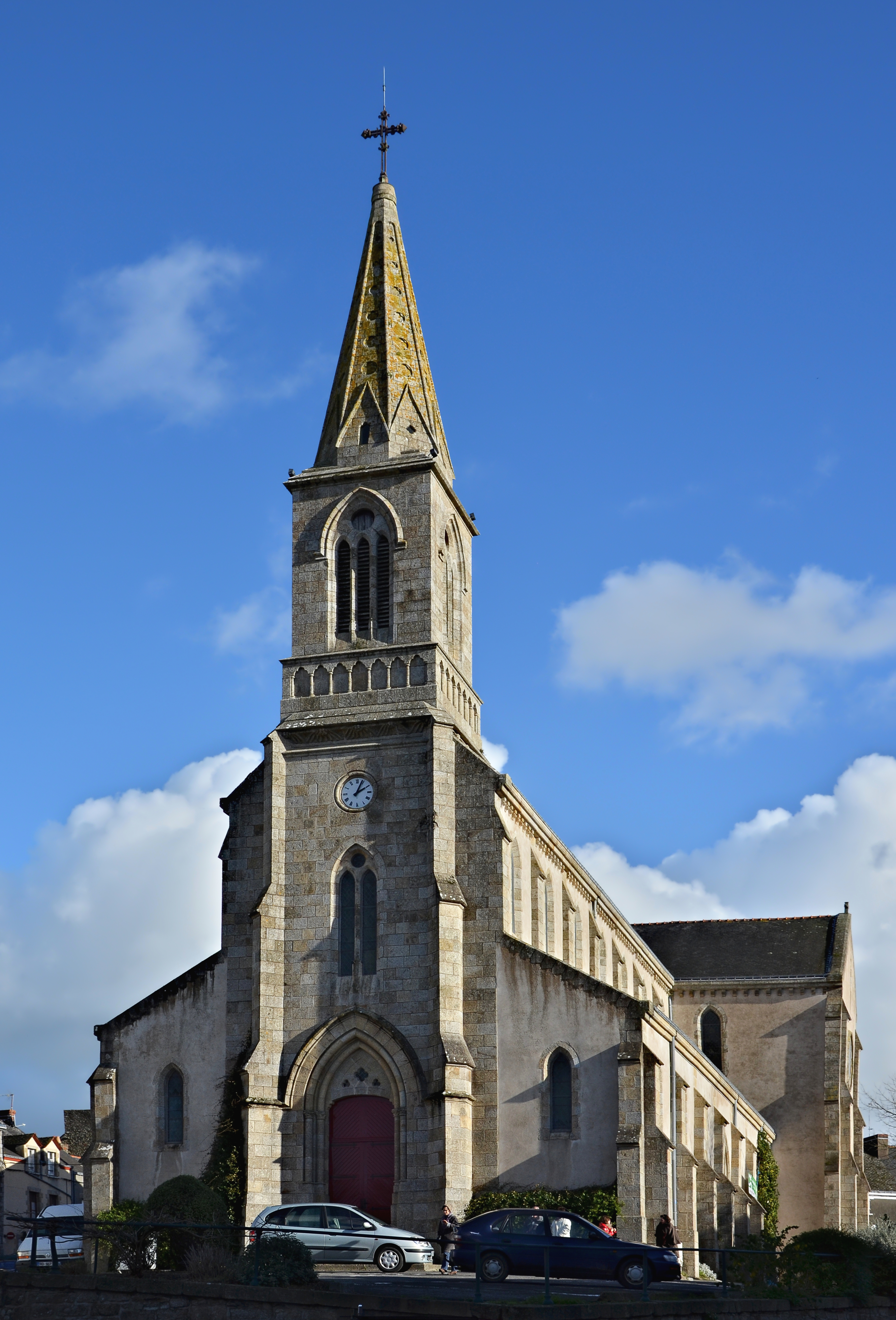
Kirche Saint-Michel
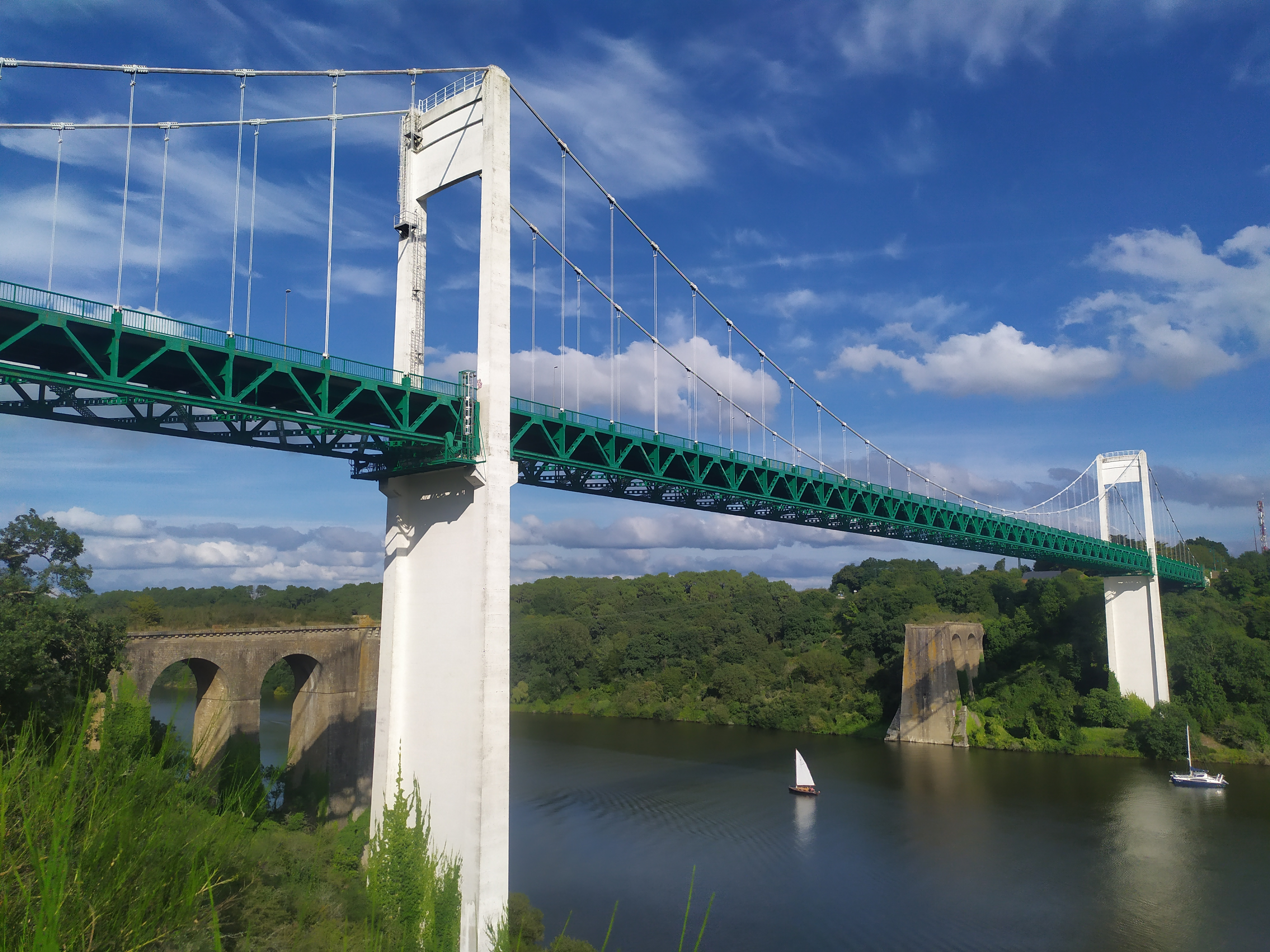
Brücke über die Vilaine
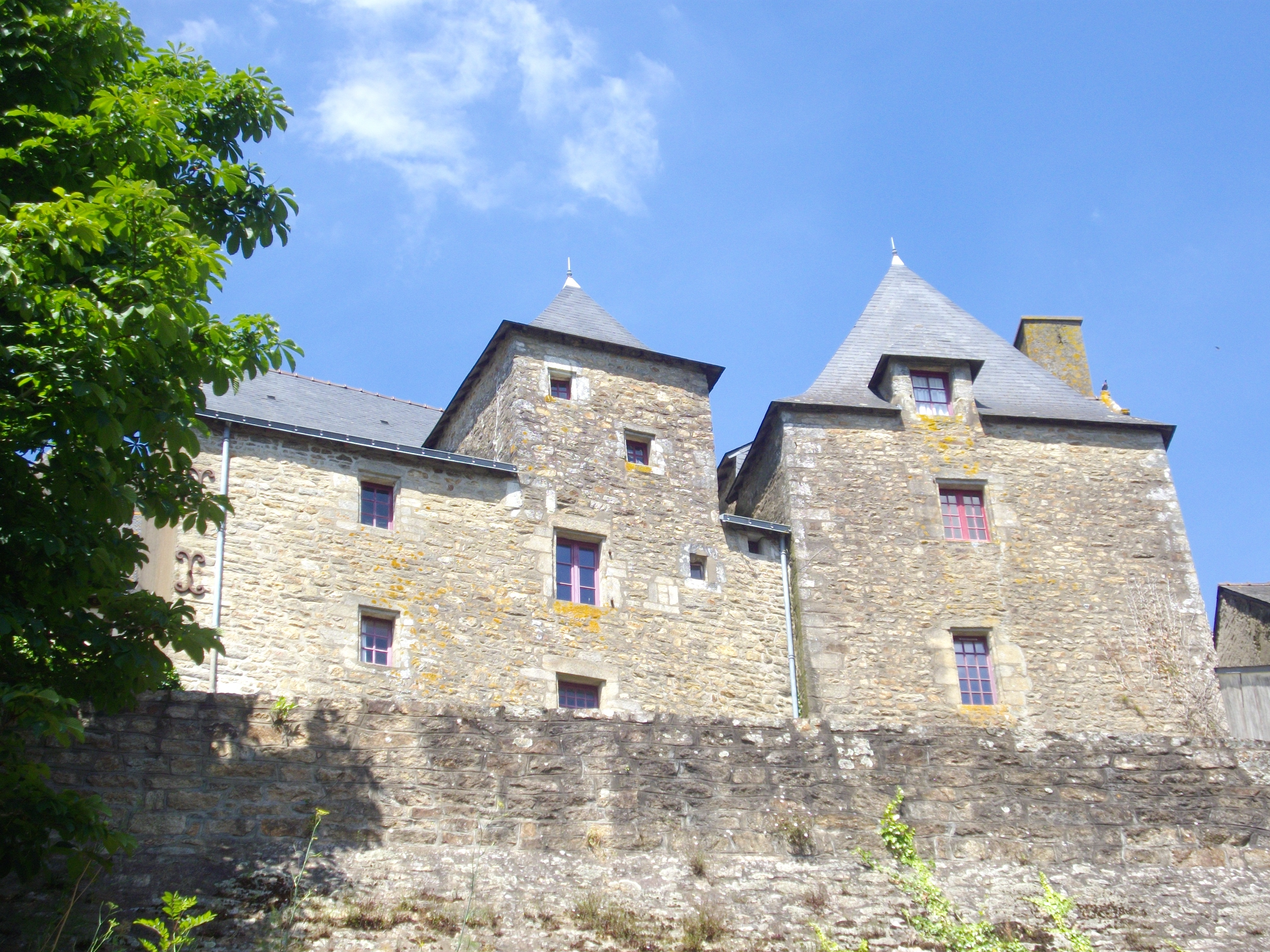
Museum Vilaine martitme
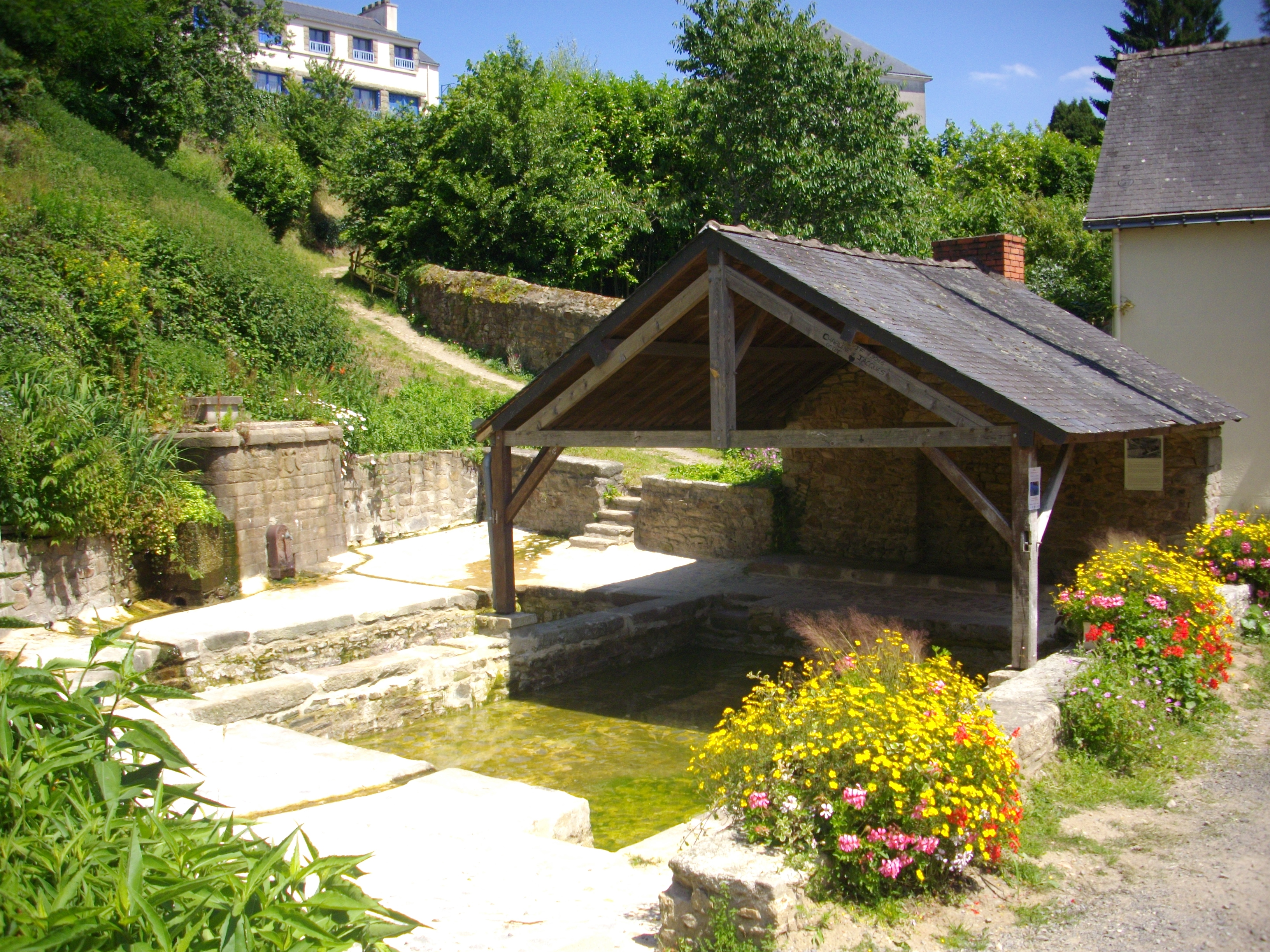
Ehemaliges Waschhaus
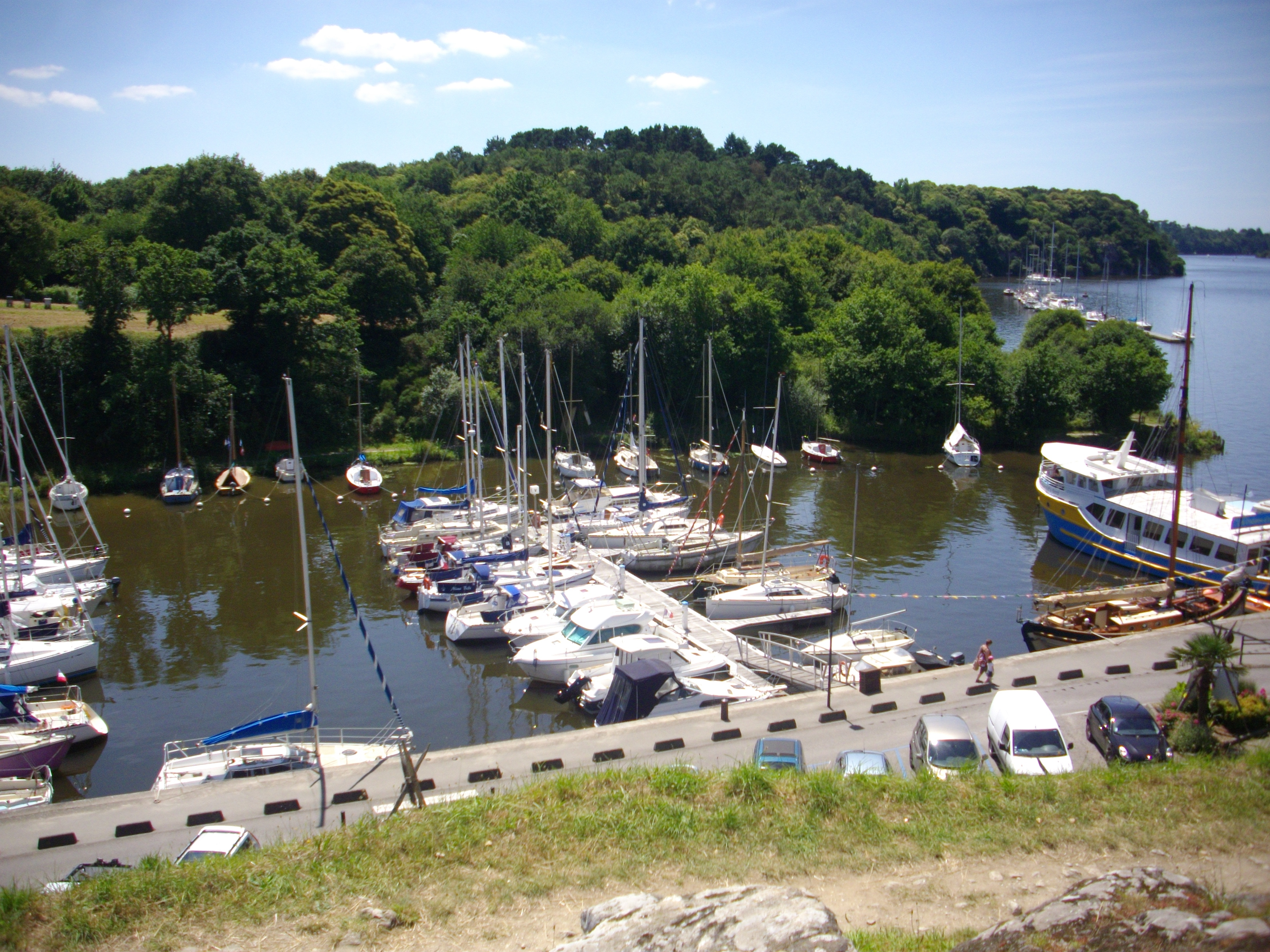
Alter Hafen
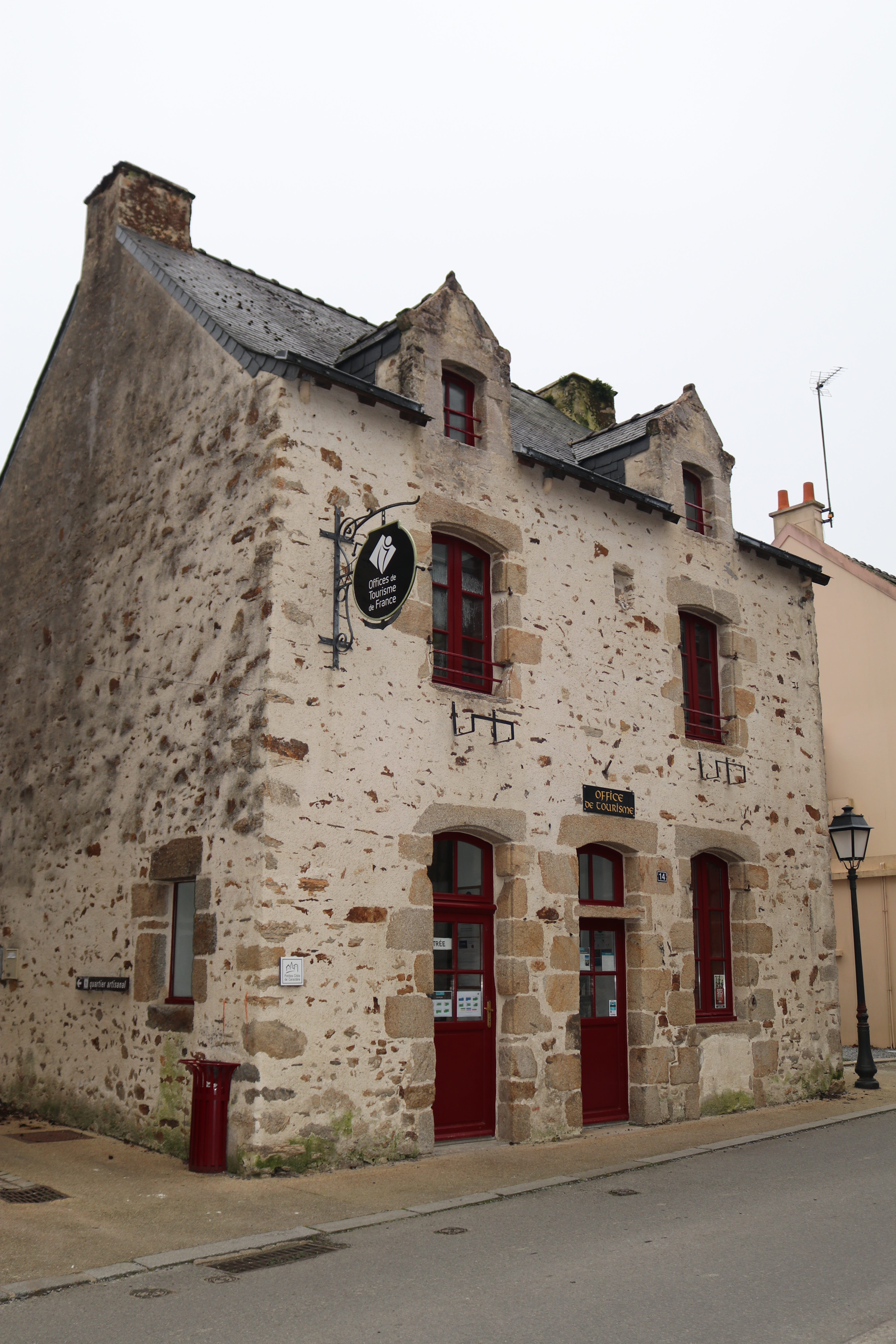
Tourismusbüro
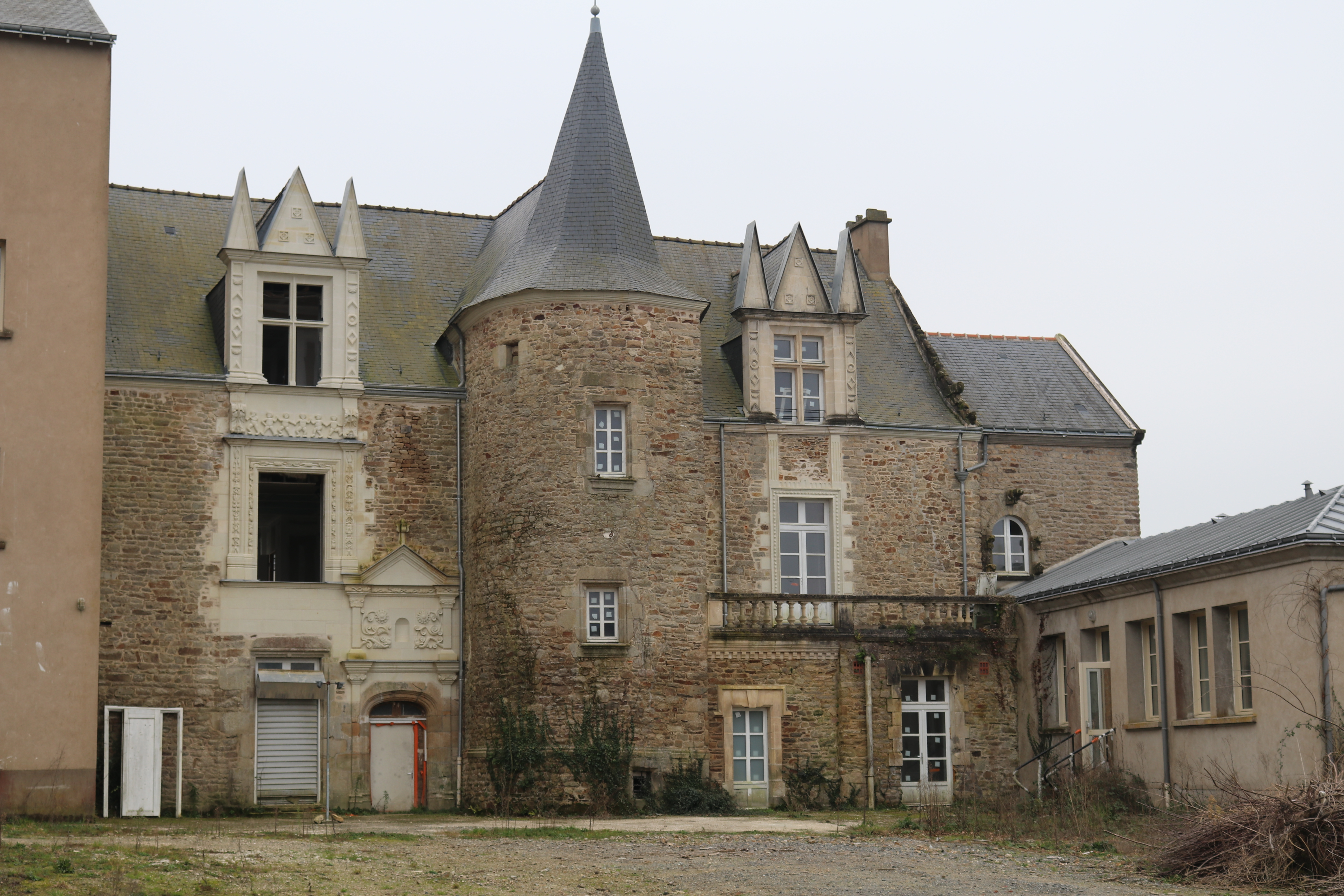
Hotel Coligny